# Elephant Princess
Elephant Princess (The Elephant Princess) è una serie televisiva australiana per ragazzi. È andata in onda su Network Ten dal 2008 al 2009.

## Trama
Alex Wilson pensa di essere una giovane ragazza qualunque che vive a Melbourne, e ama la musica fino al suo sedicesimo compleanno quando il genio, Kuru, si presenta nel suo cortile con un elefante magico, Anala, e la informa che è l'erede al trono del magico regno di Manjipoor.
Con il suo aiuto, la riluttante principessa dovrà imparare a padroneggiare i suoi poteri magici e dovrà difendere la sua eredità dal suo infido e subdolo cugino, Vashan, mentre cerca di capire in quale dei mondi si trova il suo vero destino.
Nella seconda stagione, Alex e la sua famiglia si sono trasferiti sulla Gold Coast. La sua amica Amanda l'ha seguita lì, dove hanno in programma di trovare un nuovo batterista per la loro band.  Nel frattempo, a Manjipoor, la terribile strega Diva cerca di prendere il potere e apprendere i segreti del Libro magico ma, a causa del suo fallimento, Alex, riacquistando una magia troppo potente, riesce a sconfiggerla e riconquista sia il trono che il regno di Manjipoor.

## Episodi
| Stagione         | Episodi | Prima TV originale | Prima TV Italia |
| ---------------- | ------- | ------------------ | --------------- |
| Prima stagione   | 26      | 2008               | 2009            |
| Seconda stagione | 26      | 2010               | 2011            |

## Diffusione internazionale
- Regno Unito: Nickelodeon, CBBC
- India: Disney Channel
- Comunità degli Stati Indipendenti: Carousel International
- Italia: RaiSat Smash Girls, Rai 3, Rai 2
- Polonia: Nickelodeon
- Svizzera: RSI LA1
- San Marino: San Marino RTV
- Kosovo: Internet
- Giappone: TV Tokyo
- Finlandia: MTV OY
- Thailandia: Discovery Channel
- Singapore: OKTO
- Corea del Sud: Girls💗
- Ungheria: Japanese TV
- Grecia: Alpha